# Lety
Lety ist eine Gemeinde in Tschechien. Sie liegt 20 Kilometer südöstlich von Příbram und gehört zum Okres Písek.

## Geographie

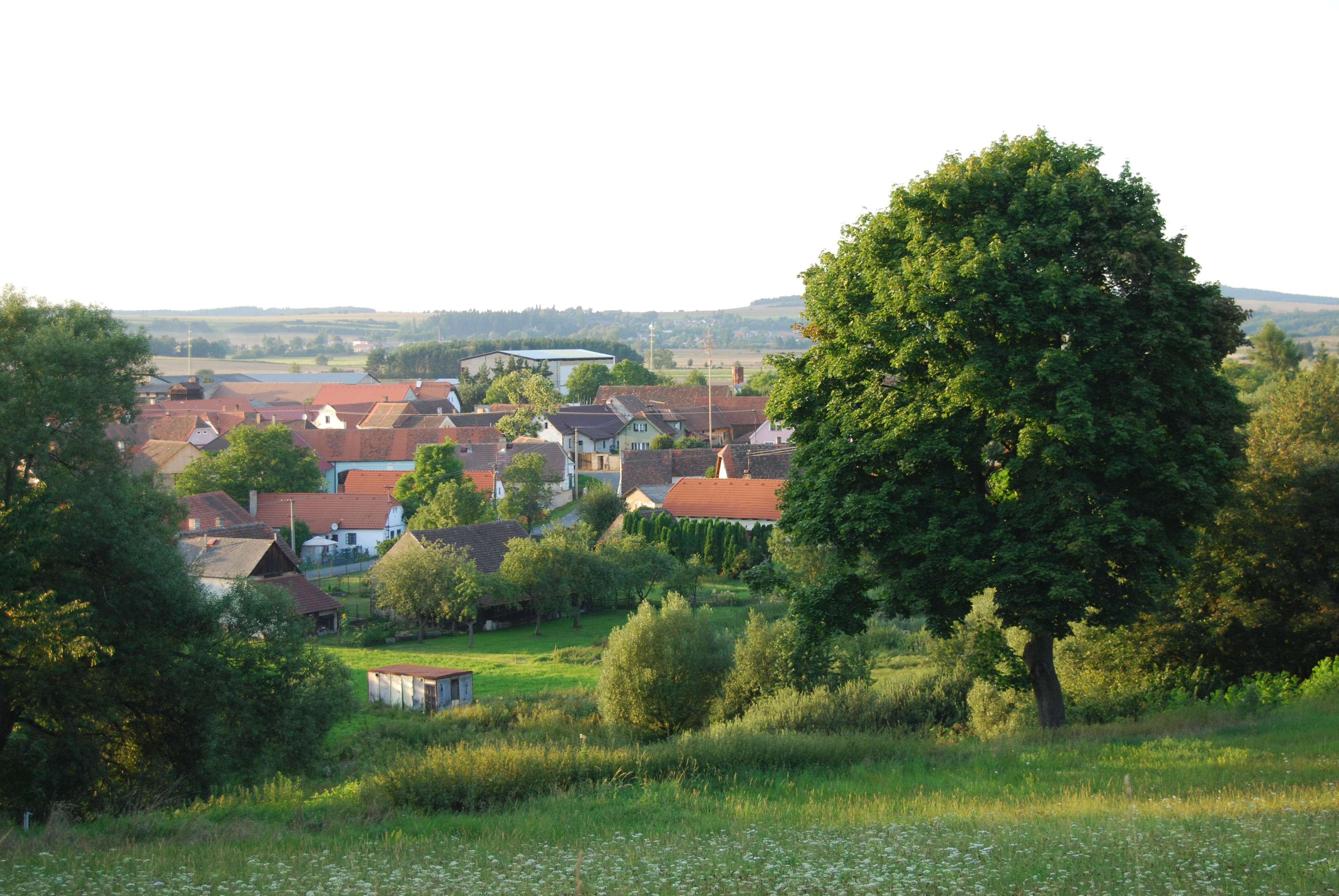
Blick auf Lety

Lety befindet sich im Mittelböhmischen Hügelland am Zalužanský potok zwischen den Tälern der Skalice und Moldau mit der Orlík-Talsperre. Östlich erheben sich der Holý vrch (540 m) und der Krahulík (520 m), nordwestlich der Háj (515 m).
Nachbarorte sind Zalužany im Norden, Šerkov im Nordosten, Kožlí und Orlík nad Vltavou im Osten, Probulov und Králova Lhota im Südosten, Krsice und Nový Dvůr im Süden, Nerestce im Südwesten, Horosedly und Mirovice im Westen sowie Boješice und Touškov im Nordwesten.

## Geschichte
Die Besiedlung des Dorfes erfolgte um 1000. Die erste urkundliche Erwähnung stammt aus dem Jahre 1312. Lety gehörte zu den königlichen Gütern und war Sitz eines königlichen Vogts. Nach der Ablösung der Patrimonialherrschaften wurde Lety 1850 zur selbständigen Gemeinde.
Während der Zeit des Reichsprotektorates Böhmen und Mähren bestand zwischen 1940 und 1945 am Fuße des Krahulík, östlich von Lety, das nationalsozialistische Konzentrationslager Lety für als „Asoziale“ Kategorisierte Bewohner des „Protektorats“, darunter zahlreiche Roma.

## Ortsgliederung
Die Gemeinde Lety besteht aus den Ortsteilen Lety, Pukňov (Pukniow) und Šerkov (Scherkau).

## Sehenswürdigkeiten
- Kapelle
- Feste Lety
- Gedenkstein für die Opfer des Roma-Lagers Lety, am Berg Krahulík, östlich des Ortes
- Kapelle in Šerkov